# یوجنیو هیلاریو
یوجنیو هیلاریو (انگلیسی: Eugenio Hilario؛ زادهٔ ۶ مهٔ ۱۹۰۹) بازیکن فوتبال اهل اسپانیا است.
از باشگاه‌هایی که در آن بازی کرده‌است می‌توان به باشگاه فوتبال رئال مادرید اشاره کرد.